# Bolszoj Ług (Buriacja)
Bolszoj Ług (ros. Большой Луг) – wieś (ułus) w Rosji, w Buriacji, w rejonie kiachtyńskim. W 2010 liczyła 653 mieszkańców.